# Copa lineata
Copa lineata là một loài nhện trong họ Corinnidae.
Loài này thuộc chi Copa. Copa lineata được Eugène Simon miêu tả năm 1903.